# 马尔布瓦
马尔布瓦（法語：Marbois，法語發音：[maʁbwa]）是法国厄尔省的一个市镇，属于贝尔奈区。该市镇于2016年由原市镇尚特卢、勒谢讷、莱塞萨尔和圣但尼迪贝埃朗合并而成，行政中心位于勒谢讷。

## 地理
马尔布瓦（48°53'31"N, 0°57'1"E）面积46.54 平方千米，位于法国诺曼底大区厄尔省，该省份为法国北部内陆省份，北起滨海塞纳省，西接奧恩省和卡爾瓦多斯省，南至厄尔-卢瓦省，东临瓦兹省、瓦兹河谷省和伊夫林省。
与马尔布瓦接壤的市镇（或旧市镇、城区）包括：博布赖、纳热勒-塞梅尼勒、诺让勒塞克、伊通河畔梅尼勒、勒莱姆、布勒特伊。
马尔布瓦的时区为UTC+01:00、UTC+02:00（夏令时）。

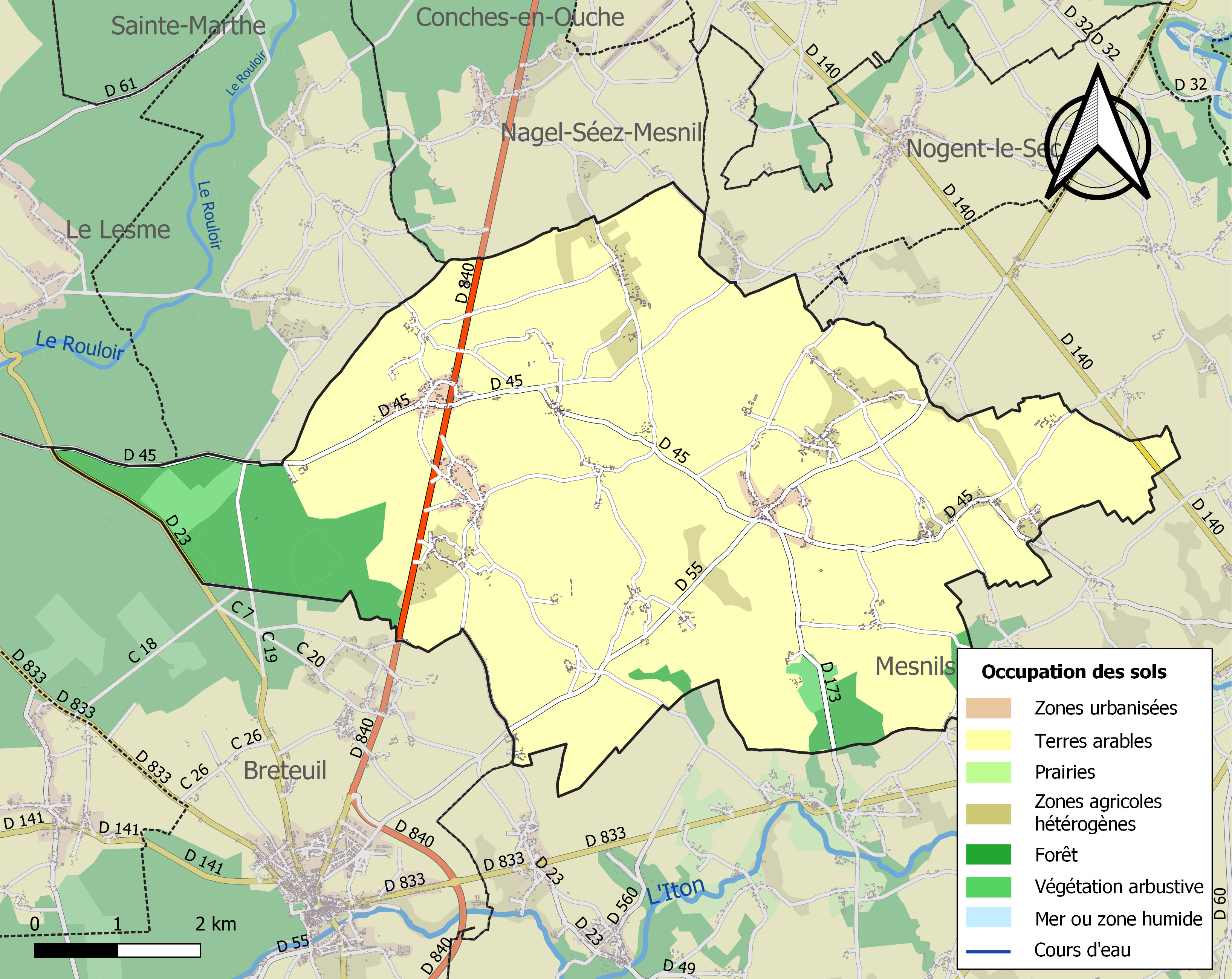
马尔布瓦的OSM定位图

## 行政
马尔布瓦的邮政编码为27160、27240，INSEE市镇编码为27157。

## 政治
马尔布瓦所属的省级选区为布勒特伊县。

## 人口
马尔布瓦于2022年1月1日时的人口数量为1307人。